# Split Island, Beaver Island group
Split Island är en ö i territoriet Falklandsöarna (Storbritannien). Den ligger i den västra delen av landet, 240 km väster om huvudstaden Stanley.